# Security Service

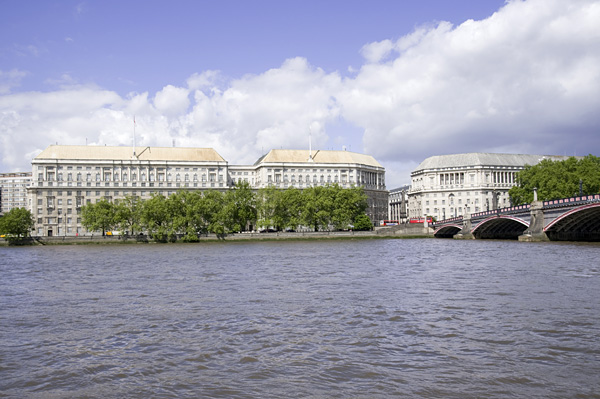
Högkvarteret i Thames House vid Themsen i London.

Security Service, mer känt som MI5 (en förkortning av det ursprungliga namnet Military Intelligence, Section 5), är Storbritanniens säkerhetsunderrättelsetjänst. Den grundades år 1909.
MI5 har inte polisiära befogenheter, utan är en ren säkerhetsunderrättelsemyndighet med nära samarbete med Metropolitanpolisen och andra polismyndigheter.
MI5 var ansvarigt för att upprätthålla den inre säkerheten, inklusive att bekämpa fiendespioner inom Storbritannien och det brittiska imperiet. MI6 var ansvarigt för att samla in underrättelseinformation och handleda agenter utomlands.  Reviren mellan dem markerades på så sätt att alla angelägenheter inom öriket, kronkolonierna och samväldesländerna föll under MI5, medan allt utanför handlades av MI6. 
I Fjärran Östern fanns en hybrid med namnet Security Intelligence Far East (S.I.F.E) där MI5, MI6 och militära underrättelseorgan samarbetade i ett och samma organ. Den var belägen i Singapore och hade en chef från MI5.
MI5 leds av en generaldirektör, som är närmast underställd inrikesministern och har cirka 5 000 anställda. Uppgifterna är fastställda i Security Service Act 1989 och består av att förebygga grov brottslighet såsom spioneri, terrorism och sabotage.